# 2022–2023-as magyar férfi vízilabda-bajnokság (első osztály)
A 2022–2023-as magyar férfi vízilabda-bajnokság (hivatalosan E.ON férfi OB I) a legrangosabb és legmagasabb szintű vízilabdaverseny Magyarországon. A pontversenyt 117. alkalommal a Magyar Vízilabda-szövetség írta ki és 14 csapat részvételével bonyolította le. A bajnokság október 8-án indult. A címvédő az FTC Telekom Waterpolo.

## A bajnokságban szereplő csapatok
A Magyar Vízilabda-szövetség döntése értelmében az első osztályú bajnokság létszáma nem változik, marad a 14 csapatos kiírás.
| A csapat neve            | A csapat székhelye      | 2021–22   |
| ------------------------ | ----------------------- | --------- |
| A-Híd VasasPlaket        | Budapest, Angyalföld    | 3.        |
| BVSC-Zugló               | Budapest, Zugló         | 6.        |
| Endo Plus Service-Honvéd | Budapest, Kispest       | 5.        |
| FTC Telekom Waterpolo    | Budapest, Ferencváros   | 1.        |
| Genesys OSC Újbuda       | Budapest, Újbuda        | 2.        |
| Kaposvári Vízilabda Klub | Kaposvár                | 9.        |
| KSI                      | Budapest,Margit-sziget  | OB I/B 1. |
| Metalcom Szentes         | Szentes                 | 13.       |
| PannErgy-MVLC-Miskolc    | Miskolc                 | 11.       |
| PVSK-Mecsek Füszért      | Pécs                    | 8.        |
| Szegedi VE               | Szeged                  | 7.        |
| Szolnoki Dózsa           | Szolnok                 | 4.        |
| Tigra-ZF-Eger            | Eger                    | 10.       |
| UVSE                     | Budapest, Margit-sziget | 12.       |

## A bajnokság rendszere
A bajnokságot 14 csapat részvételével rendezik meg, és két fő részből áll: alapszakaszból és az egyes helyezésekről döntő rájátszásból.

### Az alapszakasz
A bajnokság alapszakasza őszi és tavaszi szezonból áll, melynek során a csapatok körmérkőzéses rendszerben, a sorsolás szerinti sorrendben és pályaválasztói joggal egymás ellen két, csapatonként összesen 26 mérkőzést játszanak. A bajnoki mérkőzések győztes csapatai három pontot kapnak, döntetlen esetén mindkét csapat egy-egy pontot kap. Vereség esetén nem jár pont.
Az alapszakasz végső sorrendjét a bajnoki mérkőzéseken szerzett pontszámok összege határozza meg. Az első helyen a legtöbb, míg az utolsó, a 14. helyen a legkevesebb pontszámot szerzett egyesület végez. Pontegyenlőség esetén a bajnoki sorrendet az alábbi rendszer szerint határozzák meg:
Két csapat azonos pontszáma esetén
1. az egymás ellen játszott bajnoki mérkőzések pontkülönbsége
2. az egymás ellen játszott bajnoki mérkőzések gólkülönbsége
3. az alapszakaszbeli összes bajnoki mérkőzés gólkülönbsége
4. az alapszakaszbeli összes bajnoki mérkőzésen szerzett több gól
5. sorsolás

Három vagy több csapat azonos pontszáma esetén
1. az azonos pontszámú csapatok egymás elleni eredményéből számított „kisbajnokság” pontkülönbsége
2. azonos pontszám esetén a „kisbajnokság” gólkülönbsége
3. az alapszakaszbeli összes bajnoki mérkőzés gólkülönbsége
4. az alapszakaszbeli összes bajnoki mérkőzésen szerzett több gól
5. sorsolás

### A rájátszás
A csapatok az alapszakaszban elért eredményeik alapján 1-4., 2-3., 5-8., 6-7., 9-12., 10-11. párosításban páros mérkőzéseket játszanak a döntőbe kerülésért és a helyezések eldöntéséért. A páros mérkőzések a 7. pont megszerzéséig tartanak. A csapatok az Alapszakaszban egymás ellen elért eredményeiket magukkal hozzák.

## Az alapszakasz
| #   | Csapat                   | M  | GY | D | V  | G+ – G– | GK   | P  | Megjegyzések               |
| --- | ------------------------ | -- | -- | - | -- | ------- | ---- | -- | -------------------------- |
| 1.  | FTC Telekom Waterpolo CV | 26 | 25 | 1 | 0  | 393–185 | +208 | 76 | Rájátszás a bajnoki címért |
| 2.  | Genesys OSC Újbuda       | 26 | 23 | 1 | 2  | 393–218 | +175 | 70 | Rájátszás a bajnoki címért |
| 3.  | A-Híd VasasPlaket        | 26 | 20 | 0 | 6  | 356–219 | +137 | 60 | Rájátszás a bajnoki címért |
| 4.  | Endo Plus Service-Honvéd | 26 | 19 | 0 | 7  | 310–210 | +100 | 57 | Rájátszás a bajnoki címért |
| 5.  | Szolnoki Dózsa           | 26 | 18 | 1 | 7  | 281–213 | +68  | 55 | Rájátszás az 5-8. helyért} |
| 6.  | BVSC-Zugló               | 26 | 15 | 1 | 10 | 319–258 | +61  | 46 | Rájátszás az 5-8. helyért} |
| 7.  | Tigra-ZF-Eger            | 26 | 15 | 1 | 10 | 289–288 | +1   | 46 | Rájátszás az 5-8. helyért} |
| 8.  | PannErgy-MVLC-Miskolc    | 26 | 8  | 3 | 15 | 227–323 | −96  | 27 | Rájátszás az 5-8. helyért} |
| 9.  | UVSE                     | 26 | 7  | 2 | 17 | 221–325 | −104 | 23 | Rájátszás a 9-12. helyért  |
| 10. | Szegedi VE               | 26 | 6  | 5 | 15 | 239–291 | −52  | 23 | Rájátszás a 9-12. helyért  |
| 11. | Kaposvári Vízilabda Klub | 26 | 6  | 5 | 15 | 238–335 | −97  | 23 | Rájátszás a 9-12. helyért  |
| 12. | PVSK-Mecsek Füszért      | 26 | 4  | 2 | 20 | 219–355 | −136 | 14 | Rájátszás a 9-12. helyért  |
| 13. | Metalcom Szentes         | 26 | 2  | 2 | 22 | 208–321 | −113 | 8  | Osztályozó                 |
| 14. | KSI                      | 26 | 1  | 2 | 23 | 209–361 | −152 | 5  | Kiesés az OB I/B-be        |

Utolsó frissítés: 2023. április 22. 
Forrás: Magyar vízilabda-szövetség 
A rangsorolás alapszabályai: 1. összpontszám, 2. egymás elleni mérkőzések pontkülönbsége, 3. egymás elleni mérkőzések gólkülönbsége, 4. gólkülönbség, 5. szerzett gólok száma, 6. sorsolás.
(B): Bajnokcsapat, (K): Kieső csapat, (F): Feljutó csapat, (I): Kupainduló, (R): A rájátszás győztese, (KGY): Kupagyőztes

### Eredmények
| Hazai \ Vendég1          | Vasas | BVSC | Honvéd | FTC  | OSC  | Kaposvár | KSI | Szentes | MVLC | PVSK | Szeged | Szolnok | Eger | UVSE |
| A-Híd VasasPlaket        |       |      |        |      |      |          |     |         |      |      |        |         |      |      |
| BVSC-Zugló               |       |      |        | 9–14 |      |          |     |         |      |      |        |         |      |      |
| Endo Plus Service-Honvéd |       |      |        |      |      |          |     |         |      |      |        |         |      | 13–7 |
| FTC Telekom Waterpolo    |       |      |        |      |      |          |     |         |      |      |        |         |      |      |
| Genesys OSC Újbuda       |       |      |        |      |      |          |     |         |      |      |        |         |      |      |
| Kaposvári Vízilabda Klub |       |      |        |      |      |          |     |         |      |      |        |         |      |      |
| KSI                      | 6–20  |      |        |      |      |          |     |         |      |      |        |         |      |      |
| Metalcom Szentes         |       |      |        |      |      |          |     |         |      | 6–12 |        |         |      |      |
| PannErgy-MVLC-Miskolc    |       |      |        |      | 8–14 |          |     |         |      |      |        |         |      |      |
| PVSK-Mecsek Füszért      |       |      |        |      |      |          |     |         |      |      |        |         |      |      |
| Szegedi VE               |       |      |        |      |      | 10–10    |     |         |      |      |        |         |      |      |
| Szolnoki Dózsa           |       |      |        |      |      |          |     |         |      |      |        |         |      |      |
| Tigra-ZF-Eger            |       |      |        |      |      |          |     |         |      |      |        | 13–13   |      |      |
| UVSE                     |       |      |        |      |      |          |     |         |      |      |        |         |      |      |

Utolsó felvett mérkőzés dátuma: 2022. október 16. 
Forrás: Magyar Vízilabda-szövetség 
1A hazai csapatok a bal oldali oszlopban szerepelnek.
Színek: Zöld = hazai győzelem; Sárga = döntetlen; Piros = vendéggyőzelem.
 

## A bajnokság végeredménye
| #   | Csapat                   | Megjegyzések        |
| --- | ------------------------ | ------------------- |
| 1.  | FTC Telekom Waterpolo    | LEN-bajnokok ligája |
| 2.  | Genesys OSC Újbuda       | LEN-bajnokok ligája |
| 3.  | Endo Plus Service-Honvéd | LEN-bajnokok ligája |
| 4.  | A-Híd VasasPlaket        | LEN-Európa-kupa     |
| 5.  | BVSC-Zugló               | LEN-Európa-kupa     |
| 6.  | Szolnoki Dózsa           |                     |
| 7.  | Tigra-ZF-Eger            |                     |
| 8.  | PannErgy-MVLC-Miskolc    |                     |
| 9.  | Szegedi VE               |                     |
| 10. | UVSE                     |                     |
| 11. | PVSK-Mecsek Füszért      |                     |
| 12. | Kaposvári VK             |                     |
| 13. | Metalcom Szentes         | Osztályozó          |
| 14. | KSI                      | Kiesés az OB I/B-be |

A bajnok Ferencváros játékoskerete: Sztilianosz Argiropulosz, Balla Ferenc, Luca Damonte, Fekete Gergő, Haverkampf Bence, Jansik Szilárd, Lugosi Csongor, Danyiil Merkulov, Molnár Erik, Nagy Ádám, Német Toni, Paján Viktor, Pohl Zoltán, Simon Sebestyén, Sipos Bendegúz, Szakonyi Dániel, Szőke Benedek, Nemanja Ubović, Vadovics Viktor, Varga Bence, Varga Dénes, Varga Vince, Vigvári Vendel, Vogel Soma, Zeman Márton, vezetőedző: Varga Zsolt
A második OSC játékoskerete: Angyal Dániel, Aranyi Máté, Bisztritsányi Dávid, Bundschuh Erik, Burián Gergely, Csacsovszky Erik, Dala Döme, Hárai Balázs, Lévai Márton, Manhercz Krisztián, Salamon Ferenc, Szűcs Dániel, Tóth Márton, Várnai Kristóf, Vigvári Vince, Petik Hunor, Illés Huba, Galyas Olivér, Egressy Mátyás, Bánszky András, Truszka Zerind, Jean-Jacques Delanoue, Kondor Zalán, Török Botond, Sárfalvi Áron, Rázga Csaba, vezetőedző: Varga Dániel
A harmadik Honvéd játékoskerete: Baksa János, Csite András, Decker Attila, Ekler Bendegúz, Ekler Zsombor, Farkas Domonkos, Fejős Róbert, Gergely István Márton, Gregor Benedek, Hessels Benjamin, Hessels Sebastian, Hosnyánszky Norbert, Kevi Bendegúz Tamás, Kiss Bálint, Manhercz Ádám, Nyíri Balázs, Simon Henrik, Sugár Péter, vezetőedző: Szivós Márton